# Adaucto José de Mello

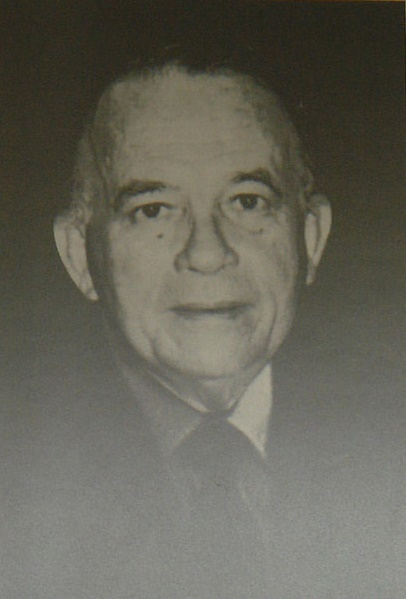
Adaucto José de Mello

Adaucto José de Mello (Feira Nova, 11 de agosto de 1917 — Recife, 04 de dezembro de 1993) jurista, magistrado e político brasileiro, foi prefeito do município de Catende no ano de 1954. Bacharel em Ciências Jurídicas e Sociais pela Faculdade de Direito do Recife, formou-se em 1944.

## Biografia
Nasceu no sítio Poças de Cima, no município de Feira Nova. Era filho de Antônio Inácio Silva e de Maria José Correia de Mello. Quando criança, morou em Glória do Goitá, muito provavelmente na fazenda "Barros" de seu avô materno, o coronel José Correia de Mello Nô. Na juventude viveu em Recife, casou-se com Maria Thereza Nery da Fonseca de Mello. Estudou no Ginásio Pernambucano, fez o Curso de Direito pela Universidade Federal de Pernambuco, participando do Movimento Político Estudantil durante a vida estudantil.

## Carreira Política

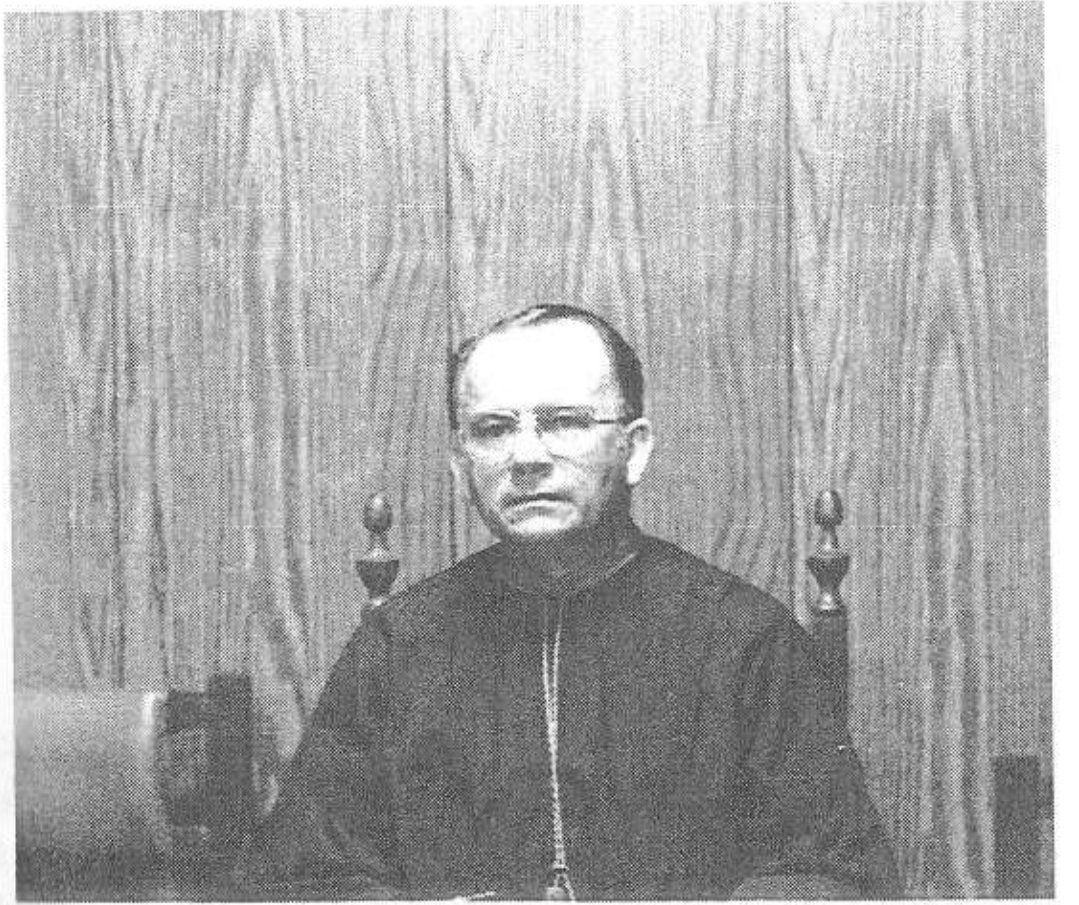
Adaucto de Mello jovem

Responsável por emancipar Feira Nova em 20 de dezembro de 1963. Foi promotor da Comarca de São José do Egito, exerceu a advocacia nas cidades de Palmares e Catende. em 1954 a 1958, atuou como prefeito em Catende. Em 1958 foi eleito Deputado Estadual, no mesmo período, foi Conselheiro da OAB/PE, tendo sido tesoureiro por dez anos. Como Deputado Estadual, ocupou da Presidência da Comissão de Constituição e Justiça da Assembleia Estadual. Em 1968, com a criação da Justiça Federal foi nomeado Juiz Federal na 1ª Vara Federal do Recife, de 1968 a 1972, e, posteriormente, na 3ª Vara como substituto, onde permaneceu até sua aposentadoria em 11 de agosto de 1987. Em 1981, assumiu interinamente a titularidade da Seção Judiciária do Estado do Espírito Santo, entre 13 de julho e 11 de agosto, durante o afastamento do titular Dr. Oswaldo Horta Aguirre. Notabilizou-se por ter presidido o júri federal, em outubro de 1983, que julgou o caso conhecido como "Escândalo da Mandioca". Em 1985 presidiu, também, o segundo júri do caso.
1. ↑  Feira Nova, sua história e sua gente. [S.l.: s.n.]
2. ↑  Feira Nova, sua história e sua gente. [S.l.: s.n.]
3. ↑  «Espaço Memória, Justiça Federal de Pernambuco»